# Municipio de Tuscarora (condado de Bradford)
El municipio de Tuscarora (en inglés: Tuscarora Township) es un municipio ubicado en el condado de Bradford en el estado estadounidense de Pensilvania. En el año 2000 tenía una población de 1.072 habitantes y una densidad poblacional de 14.1 personas por km².

## Geografía
El municipio de Tuscarora se encuentra ubicado en las coordenadas 41°42′30″N 76°07′27″O / 41.70833, -76.12417.

## Demografía
Según la Oficina del Censo en 2000 los ingresos medios por hogar en la localidad eran de $32,163 y los ingresos medios por familia eran $35,069. Los hombres tenían unos ingresos medios de $30,000 frente a los $21,750 para las mujeres. La renta per cápita para la localidad era de $14,798. Alrededor del 13,6% de la población estaban por debajo del umbral de pobreza.